# Herb Planken

Herb Planken.

Herb Planken – jeden z symboli gminy Planken w postaci herbu nadany przez księcia Franciszka Józefa II 7 marca 1943 roku.
Herb stanowi tarcza podzielona z lewa na skos. Pole pierwsze białe ze złotą sześcioramienną gwiazdą symbolizuje niebo, a pole drugie zielone, symbolizuje górską łąkę.